# Campeonato Asiático de Voleibol Femenino Sub-18 de 2012
La IX edición del Campeonato Asiático de Voleibol Femenino Sub-18 de 2012 se llevó a cabo en China del 12 al 20 de octubre. Los equipos nacionales compitieron por tres cupos para el Campeonato Mundial de Voleibol Femenino Sub-18 de 2013 a realizarse en Tailandia.

## Grupos
| Grupo A   | Grupo B   | Grupo C    | Grupo D       |
| --------- | --------- | ---------- | ------------- |
| China     | Australia | Kazajistán | China Taipéi  |
| Hong Kong | India     | Mongolia   | Corea del Sur |
| Vietnam   | Irán      | Tailandia  | Sri Lanka     |
|           | Japón     |            |               |

## Primera fase

### Clasificación
| Pos | Equipo    | PJ | PG | PP | SG | SP | PTS |
| --- | --------- | -- | -- | -- | -- | -- | --- |
| 1   | China     | 2  | 2  | 0  | 6  | 0  | 6   |
| 2   | Hong Kong | 2  | 1  | 1  | 3  | 5  | 2   |
| 3   | Vietnam   | 2  | 0  | 2  | 2  | 6  | 1   |

#### Resultados
| Fecha    | Encuentro           | Resultado | Set   | Set   | Set   | Set   | Set   | Puntuación total |
| Fecha    | Encuentro           | Resultado | 1     | 2     | 3     | 4     | 5     | Puntuación total |
| -------- | ------------------- | --------- | ----- | ----- | ----- | ----- | ----- | ---------------- |
| 12-10-12 | Vietnam - Hong Kong | 2-3       | 17-25 | 19-25 | 25-23 | 25-13 | 10-15 | 96-101           |
| 13-10-12 | China - Vietnam     | 3-0       | 25-04 | 25-06 | 25-05 |       |       | 75-15            |
| 14-10-12 | Hong Kong - China   | 0-3       | 06-25 | 12-25 | 12-25 |       |       | 30-75            |

### Clasificación
| Pos | Equipo    | PJ | PG | PP | SG | SP | PTS |
| --- | --------- | -- | -- | -- | -- | -- | --- |
| 1   | Japón     | 3  | 3  | 0  | 9  | 0  | 9   |
| 2   | India     | 3  | 2  | 1  | 6  | 4  | 6   |
| 3   | Irán      | 3  | 1  | 2  | 4  | 6  | 3   |
| 4   | Australia | 3  | 0  | 3  | 0  | 9  | 0   |

#### Resultados
| Fecha    | Encuentro         | Resultado | Set   | Set   | Set   | Set   | Set | Puntuación total |
| Fecha    | Encuentro         | Resultado | 1     | 2     | 3     | 4     | 5   | Puntuación total |
| -------- | ----------------- | --------- | ----- | ----- | ----- | ----- | --- | ---------------- |
| 12-10-12 | Australia - Irán  | 0-3       | 16-25 | 14-25 | 17-25 |       |     | 47-75            |
| 12-10-12 | India - Japón     | 0-3       | 07-25 | 09-25 | 07-25 |       |     | 23-75            |
| 13-10-12 | Irán - Japón      | 0-3       | 09-25 | 13-25 | 10-25 |       |     | 32-75            |
| 13-10-12 | Australia - India | 0-3       | 16-25 | 21-25 | 22-25 |       |     | 59-75            |
| 14-10-12 | India - Irán      | 3-1       | 25-22 | 25-17 | 22-25 | 25-22 |     | 97-86            |
| 14-10-12 | Japón - Australia | 3-0       | 25-07 | 25-12 | 25-12 |       |     | 75-31            |

### Clasificación
| Pos | Equipo     | PJ | PG | PP | SG | SP | PTS |
| --- | ---------- | -- | -- | -- | -- | -- | --- |
| 1   | Tailandia  | 2  | 2  | 0  | 6  | 0  | 6   |
| 2   | Kazajistán | 2  | 1  | 1  | 3  | 4  | 3   |
| 3   | Mongolia   | 2  | 0  | 2  | 1  | 6  | 0   |

#### Resultados
| Fecha    | Encuentro              | Resultado | Set   | Set   | Set   | Set   | Set | Puntuación total |
| Fecha    | Encuentro              | Resultado | 1     | 2     | 3     | 4     | 5   | Puntuación total |
| -------- | ---------------------- | --------- | ----- | ----- | ----- | ----- | --- | ---------------- |
| 12-10-12 | Kazajistán - Tailandia | 0-3       | 11-25 | 09-25 | 13-25 |       |     | 33-75            |
| 13-10-12 | Mongolia - Kazajistán  | 1-3       | 22-25 | 15-25 | 25-22 | 20-25 |     | 82-97            |
| 14-10-12 | Tailandia - Kazajistán | 3-0       | 25-15 | 25-12 | 25-07 |       |     | 75-34            |

### Clasificación
| Pos | Equipo        | PJ | PG | PP | SG | SP | PTS |
| --- | ------------- | -- | -- | -- | -- | -- | --- |
| 1   | China Taipéi  | 2  | 2  | 0  | 6  | 1  | 6   |
| 2   | Corea del Sur | 2  | 1  | 1  | 4  | 3  | 3   |
| 3   | Sri Lanka     | 2  | 0  | 2  | 0  | 6  | 0   |

#### Resultados
| Fecha    | Encuentro                    | Resultado | Set   | Set   | Set   | Set   | Set | Puntuación total |
| Fecha    | Encuentro                    | Resultado | 1     | 2     | 3     | 4     | 5   | Puntuación total |
| -------- | ---------------------------- | --------- | ----- | ----- | ----- | ----- | --- | ---------------- |
| 12-10-12 | China Taipéi - Sri Lanka     | 3-0       | 25-02 | 25-06 | 25-14 |       |     | 75-22            |
| 13-10-12 | Corea del Sur - China Taipéi | 1-3       | 25-22 | 17-25 | 20-25 | 18-25 |     | 80-97            |
| 14-10-12 | Sri Lanka - Corea del Sur    | 0-3       | 06-25 | 07-25 | 09-25 |       |     | 22-75            |

## Segunda fase

### Grupo E

#### Clasificación
| Pos | Equipo     | PJ | PG | PP | SF | SC | PTS |
| --- | ---------- | -- | -- | -- | -- | -- | --- |
| 1   | China      | 3  | 3  | 0  | 9  | 0  | 9   |
| 2   | Tailandia  | 3  | 2  | 1  | 6  | 3  | 6   |
| 3   | Kazajistán | 3  | 1  | 2  | 3  | 8  | 2   |
| 4   | Hong Kong  | 3  | 0  | 3  | 2  | 9  | 1   |

#### Resultados
| Fecha    | Encuentro              | Resultado | Set   | Set   | Set   | Set   | Set   | Puntuación total |
| Fecha    | Encuentro              | Resultado | 1     | 2     | 3     | 4     | 5     | Puntuación total |
| -------- | ---------------------- | --------- | ----- | ----- | ----- | ----- | ----- | ---------------- |
| 15-10-12 | Tailandia - Hong Kong  | 3-0       | 25-15 | 25-15 | 25-16 |       |       | 75-46            |
| 15-10-12 | China - Kazajistán     | 3-0       | 25-11 | 25-10 | 25-05 |       |       | 75-26            |
| 16-10-12 | Hong Kong - Kazajistán | 2-3       | 25-15 | 16-25 | 25-22 | 17-25 | 09-15 | 92-102           |
| 16-10-12 | China - Tailandia      | 3-0       | 25-17 | 25-13 | 25-15 |       |       | 75-45            |

### Grupo F

#### Clasificación
| Pos | Equipo        | PJ | PG | PP | SF | SC | PTS |
| --- | ------------- | -- | -- | -- | -- | -- | --- |
| 1   | Japón         | 3  | 3  | 0  | 9  | 0  | 9   |
| 2   | China Taipéi  | 3  | 2  | 1  | 6  | 4  | 6   |
| 3   | Corea del Sur | 3  | 1  | 2  | 4  | 6  | 3   |
| 4   | India         | 3  | 0  | 3  | 0  | 9  | 0   |

#### Resultados
| Fecha    | Encuentro             | Resultado | Set   | Set   | Set   | Set | Set | Puntuación total |
| Fecha    | Encuentro             | Resultado | 1     | 2     | 3     | 4   | 5   | Puntuación total |
| -------- | --------------------- | --------- | ----- | ----- | ----- | --- | --- | ---------------- |
| 15-10-12 | China Taipéi - India  | 3-0       | 25-11 | 25-12 | 25-13 |     |     | 75-36            |
| 15-10-12 | Japón - Corea del Sur | 3-0       | 25-14 | 25-17 | 25-16 |     |     | 75-47            |
| 16-10-12 | Japón - China Taipéi  | 3-0       | 25-22 | 25-17 | 25-21 |     |     | 75-60            |
| 16-10-12 | India - Corea del Sur | 0-3       | 11-25 | 08-25 | 11-25 |     |     | 30-75            |

### Grupo G

#### Clasificación
| Pos | Equipo   | PJ | PG | PP | SF | SC | PTS |
| --- | -------- | -- | -- | -- | -- | -- | --- |
| 1   | Vietnam  | 1  | 1  | 0  | 3  | 0  | 9   |
| 2   | Mongolia | 1  | 0  | 1  | 0  | 3  | 6   |

#### Resultados
| Fecha    | Encuentro          | Resultado | Set   | Set   | Set   | Set | Set | Puntuación total |
| Fecha    | Encuentro          | Resultado | 1     | 2     | 3     | 4   | 5   | Puntuación total |
| -------- | ------------------ | --------- | ----- | ----- | ----- | --- | --- | ---------------- |
| 15-10-12 | Vietnam - Mongolia | 3-0       | 25-16 | 25-14 | 25-08 |     |     | 75-38            |

### Grupo H

#### Clasificación
| Pos | Equipo    | PJ | PG | PP | SF | SC | PTS |
| --- | --------- | -- | -- | -- | -- | -- | --- |
| 1   | Irán      | 2  | 2  | 0  | 6  | 0  | 6   |
| 2   | Australia | 2  | 1  | 1  | 3  | 4  | 3   |
| 3   | Sri Lanka | 2  | 0  | 2  | 1  | 6  | 0   |

#### Resultados
| Fecha    | Encuentro             | Resultado | Set   | Set   | Set   | Set   | Set | Puntuación total |
| Fecha    | Encuentro             | Resultado | 1     | 2     | 3     | 4     | 5   | Puntuación total |
| -------- | --------------------- | --------- | ----- | ----- | ----- | ----- | --- | ---------------- |
| 15-10-12 | Irán - Australia      | 3-0       | 25-21 | 25-22 | 25-21 |       |     | 75-64            |
| 16-10-12 | Australia - Sri Lanka | 3-1       | 16-25 | 25-21 | 26-24 | 26-24 |     | 93-94            |

## Fase final

### 9° al 12º puesto
|  | Semifinales 9° - 12° | Semifinales 9° - 12° |      |         | 9º puesto  | 9º puesto  |  |
|  |                      |                      |      |         |            |            |  |
|  |                      |                      |      |         |            |            |  |
|  | Vietnam              | 3                    |      |         |            |            |  |
|  | Vietnam              | 3                    |      |         |            |            |  |
|  | Australia            | 0                    |      |         |            |            |  |
|  | Australia            | 0                    |      | Vietnam | 3          |            |  |
|  |                      |                      |      | Vietnam | 3          |            |  |
|  |                      |                      | Irán | 0       |            |            |  |
|  | Irán                 | 3                    | Irán | 0       |            |            |  |
|  | Irán                 | 3                    |      |         |            |            |  |
|  | Mongolia             | 1                    |      |         | 11º puesto | 11º puesto |  |
|  | Mongolia             | 1                    |      |         | 11º puesto | 11º puesto |  |
|  |                      |                      |      |         |            |            |  |
|  |                      |                      |      |         | Australia  | 3          |  |
|  |                      |                      |      |         | Australia  | 3          |  |
|  |                      |                      |      |         | Mongolia   | 2          |  |
|  |                      |                      |      |         | Mongolia   | 2          |  |
|  |                      |                      |      |         |            |            |  |

#### Resultados
| Fase      | Fecha    | Encuentro            | Resultado | Set   | Set   | Set   | Set   | Set   | Puntuación total |
| Fase      | Fecha    | Encuentro            | Resultado | 1     | 2     | 3     | 4     | 5     | Puntuación total |
| --------- | -------- | -------------------- | --------- | ----- | ----- | ----- | ----- | ----- | ---------------- |
| Semifinal | 17-10-12 | Vietnam - Australia  | 3-0       | 25-23 | 25-13 | 25-13 |       |       | 75-49            |
| Semifinal | 17-10-12 | Irán - Mongolia      | 3-1       | 25-23 | 25-23 | 17-25 | 25-22 |       | 92-93            |
| 11° lugar | 19-10-12 | Australia - Mongolia | 3-2       | 25-21 | 17-25 | 25-22 | 16-25 | 18-16 | 101-109          |
| 9° lugar  | 19-10-12 | Vietnam - Irán       | 3-0       | 25-23 | 26-24 | 25-20 |       |       | 76-67            |

### Ronda final
|  | Cuartos de final | Cuartos de final |              |               | Semifinal    | Semifinal   |  |  | 1.er puesto | 1.er puesto |
|  |                  |                  |              |               |              |             |  |  |             |             |
|  | 07-10-12         |                  |              |               |              |             |  |  |             |             |
|  |                  |                  |              |               |              |             |  |  |             |             |
|  | China Taipéi     | 3                |              |               |              |             |  |  |             |             |
|  | China Taipéi     | 3                | 08-10-12     |               |              |             |  |  |             |             |
|  | Kazajistán       | 0                |              |               |              |             |  |  |             |             |
|  | Kazajistán       | 0                | China Taipéi | 0             |              |             |  |  |             |             |
|  | 07-10-12         |                  | China Taipéi | 0             |              |             |  |  |             |             |
|  |                  | China            | 3            |               |              |             |  |  |             |             |
|  | China            | China            | 3            | 3             |              |             |  |  |             |             |
|  | China            |                  | 09-10-12     | 3             |              |             |  |  |             |             |
|  | India            | 0                |              |               |              |             |  |  |             |             |
|  | India            | 0                | China        | 1             |              |             |  |  |             |             |
|  | 07-10-12         |                  | China        | 1             |              |             |  |  |             |             |
|  |                  | Japón            | 3            |               |              |             |  |  |             |             |
|  | Japón            | Japón            | 3            | 3             |              |             |  |  |             |             |
|  | Japón            | 08-10-12         |              | 3             |              |             |  |  |             |             |
|  | Hong Kong        | 0                |              |               |              |             |  |  |             |             |
|  | Hong Kong        | 0                | Japón        | 3             | 3.er puesto  | 3.er puesto |  |  |             |             |
|  | 07-10-12         |                  | Japón        | 3             | 3.er puesto  | 3.er puesto |  |  |             |             |
|  |                  | Corea del Sur    | 0            |               |              |             |  |  |             |             |
|  | Tailandia        | Corea del Sur    | 0            | 2             | China Taipéi | 3           |  |  |             |             |
|  | Tailandia        |                  |              | 2             | China Taipéi | 3           |  |  |             |             |
|  | Corea del Sur    | 3                |              | Corea del Sur | 0            |             |  |  |             |             |
|  | Corea del Sur    | 3                |              |               | 0            |             |  |  |             |             |
|  |                  |                  |              |               |              |             |  |  | 09-10-12    |             |
|  |                  |                  |              |               |              |             |  |  |             |             |

### Cuartos de final
| Fecha    |              | Resultado |               | Set   | Set   | Set   | Set   | Set   | Puntuación Total |
| Fecha    | 1            | Resultado | 2             | 3     | 4     | 5     |       |       | Puntuación Total |
| -------- | ------------ | --------- | ------------- | ----- | ----- | ----- | ----- | ----- | ---------------- |
| 18-10-12 | China Taipéi | 3-0       | Kazajistán    | 25-09 | 25-05 | 25-13 |       |       | 75-27            |
| 18-10-12 | Japón        | 3-0       | Hong Kong     | 25-06 | 25-07 | 25-11 |       |       | 75-24            |
| 18-10-12 | Tailandia    | 2-3       | Corea del Sur | 25-10 | 20-25 | 19-25 | 25-13 | 11-15 | 100-88           |
| 18-10-12 | China        | 3-0       | India         | 25-07 | 25-06 | 25-09 |       |       | 75-22            |

### Semifinal
| Fecha    |              | Resultado |               | Set   | Set   | Set   | Set | Set | Puntuación Total |
| Fecha    | 1            | Resultado | 2             | 3     | 4     | 5     |     |     | Puntuación Total |
| -------- | ------------ | --------- | ------------- | ----- | ----- | ----- | --- | --- | ---------------- |
| 19-10-12 | China Taipéi | 0-3       | China         | 14-25 | 19-25 | 12-25 |     |     | 45-75            |
| 19-10-12 | Japón        | 3-0       | Corea del Sur | 26-24 | 25-13 | 25-17 |     |     | 76-54            |

### 3° Puesto
| Fecha    |              | Resultado |               | Set   | Set   | Set   | Set | Set | Puntuación Total |
| Fecha    | 1            | Resultado | 2             | 3     | 4     | 5     |     |     | Puntuación Total |
| -------- | ------------ | --------- | ------------- | ----- | ----- | ----- | --- | --- | ---------------- |
| 20-10-12 | China Taipéi | 3-0       | Corea del Sur | 25-21 | 26-24 | 25-17 |     |     | 77-65            |

### 1° Puesto
| Fecha    |       | Resultado |       | Set   | Set   | Set   | Set   | Set | Puntuación Total |
| Fecha    | 1     | Resultado | 2     | 3     | 4     | 5     |       |     | Puntuación Total |
| -------- | ----- | --------- | ----- | ----- | ----- | ----- | ----- | --- | ---------------- |
| 20-10-12 | China | 1-3       | Japón | 19-25 | 24-26 | 25-23 | 18-25 |     | 86-99            |

### 5° y 7° puesto
|  | Semifinales | Semifinales |           |       | 5º puesto  | 5º puesto |  |
|  | 08-10-12    | 08-10-12    |           |       | 08-10-12   | 08-10-12  |  |
|  |             |             |           |       |            |           |  |
|  |             |             |           |       |            |           |  |
|  | Kazajistán  | 1           |           |       |            |           |  |
|  | Kazajistán  | 1           |           |       |            |           |  |
|  | India       | 3           |           |       |            |           |  |
|  | India       | 3           |           | India | 0          |           |  |
|  |             |             |           | India | 0          |           |  |
|  |             |             | Tailandia | 3     |            |           |  |
|  | Hong Kong   | 0           | Tailandia | 3     |            |           |  |
|  | Hong Kong   | 0           |           |       |            |           |  |
|  | Tailandia   | 3           |           |       | 7º puesto  | 7º puesto |  |
|  | Tailandia   | 3           |           |       | 7º puesto  | 7º puesto |  |
|  |             |             |           |       |            |           |  |
|  |             |             |           |       | Kazajistán | 3         |  |
|  |             |             |           |       | Kazajistán | 3         |  |
|  |             |             |           |       | Hong Kong  | 0         |  |
|  |             |             |           |       | Hong Kong  | 0         |  |
|  |             |             |           |       |            |           |  |

### Clasificación del 5°-8°
| Fecha    |            | Resultado |           | Set   | Set   | Set   | Set   | Set | Puntuación Total |
| Fecha    | 1          | Resultado | 2         | 3     | 4     | 5     |       |     | Puntuación Total |
| -------- | ---------- | --------- | --------- | ----- | ----- | ----- | ----- | --- | ---------------- |
| 19-10-12 | Kazajistán | 1-3       | India     | 25-19 | 21-25 | 15-25 | 24-26 |     | 85-95            |
| 19-10-12 | Hong Kong  | 0-3       | Tailandia | 09-25 | 08-25 | 19-25 |       |     | 36-75            |

### Clasificación del 7°
| Fecha    |            | Resultado |           | Set   | Set   | Set   | Set   | Set | Puntuación Total |
| Fecha    | 1          | Resultado | 2         | 3     | 4     | 5     |       |     | Puntuación Total |
| -------- | ---------- | --------- | --------- | ----- | ----- | ----- | ----- | --- | ---------------- |
| 20-10-12 | Kazajistán | 3-1       | Hong Kong | 25-18 | 25-19 | 22-25 | 25-18 |     | 97-80            |

### Clasificación del 5°
| Fecha    |       | Resultado |           | Set   | Set   | Set   | Set | Set | Puntuación Total |
| Fecha    | 1     | Resultado | 2         | 3     | 4     | 5     |     |     | Puntuación Total |
| -------- | ----- | --------- | --------- | ----- | ----- | ----- | --- | --- | ---------------- |
| 20-10-12 | India | 0-3       | Tailandia | 16-25 | 17-25 | 18-25 |     |     | 51-75            |

## Clasificación general
| Pos | Equipo        |
| --- | ------------- |
| 1   | Japón         |
| 2   | China         |
| 3   | China taipe   |
| 4   | Tailandia     |
| 5   | Corea del Sur |
| 6   | India         |
| 7   | Kazajistán    |
| 8   | Irán          |
| 9   | Australia     |
| 10  | Vietnam       |
| 11  | Hong Kong     |
| 12  | Nueva Zelanda |
| 13  | Sri Lanka     |
| 14  | Mongolia      |
| 15  | Turkmenistán  |
| 16  | Kuwait        |

| Predecesor: Malasia 2010 | Campeonato Asiático de Voleibol Femenino Sub-18 China 2012 | Sucesor: Tailandia 2014 |